# Farkas László István
Farkas László István (Kecskemét, 1841. január 4. – Tata, 1896. február 15.) piarista áldozópap és kormánytanácsos, tanulmányi ügykezelő és gimnáziumi igazgató-tanár.

## Életútja
1858. szeptember 22-én lépett a rendbe, 1860-61-ben Pesten a gimnázium 7. és 8. osztályában tanult. 1862-ben Veszprémben próbatanításon volt; 1863-ban Nyitrán teologiát tanult. 1864-ben Veszprémben, 1865-ben Vácon gimnáziumi segédtanár volt és a teológiát hallgatta; 1865. május 31-én misés pappá szenteltetett. 1866-ban főgimnáziumi tanár, 1867-ben ugyanaz Debrecenben, 1868-73-ban Nagykanizsán; 1873-79-ban igazgató-tanár ugyanott; 1880-90-ben Szegeden fizikát tanított; 1890-től Nagykanizsán házfőnök és főgimnáziumi igazgató-tanár volt; tanította a mennyiségtant, bölcseletet és francia nyelvet.
Programmértekezései a nagykanizsai főgimnázium Értesítőjében (1870. Nevelési elvek, különös tekintettel a fegyelemre, 1872. A tárgyak nagysága s távolsága iránti tájékozottság, 1877. Emberismeret: a nevelés és fegyelmezés alapja).

## Munkája
- Az évszakokról. Nagy-Kanizsa, 1876